# Familie Niehoff

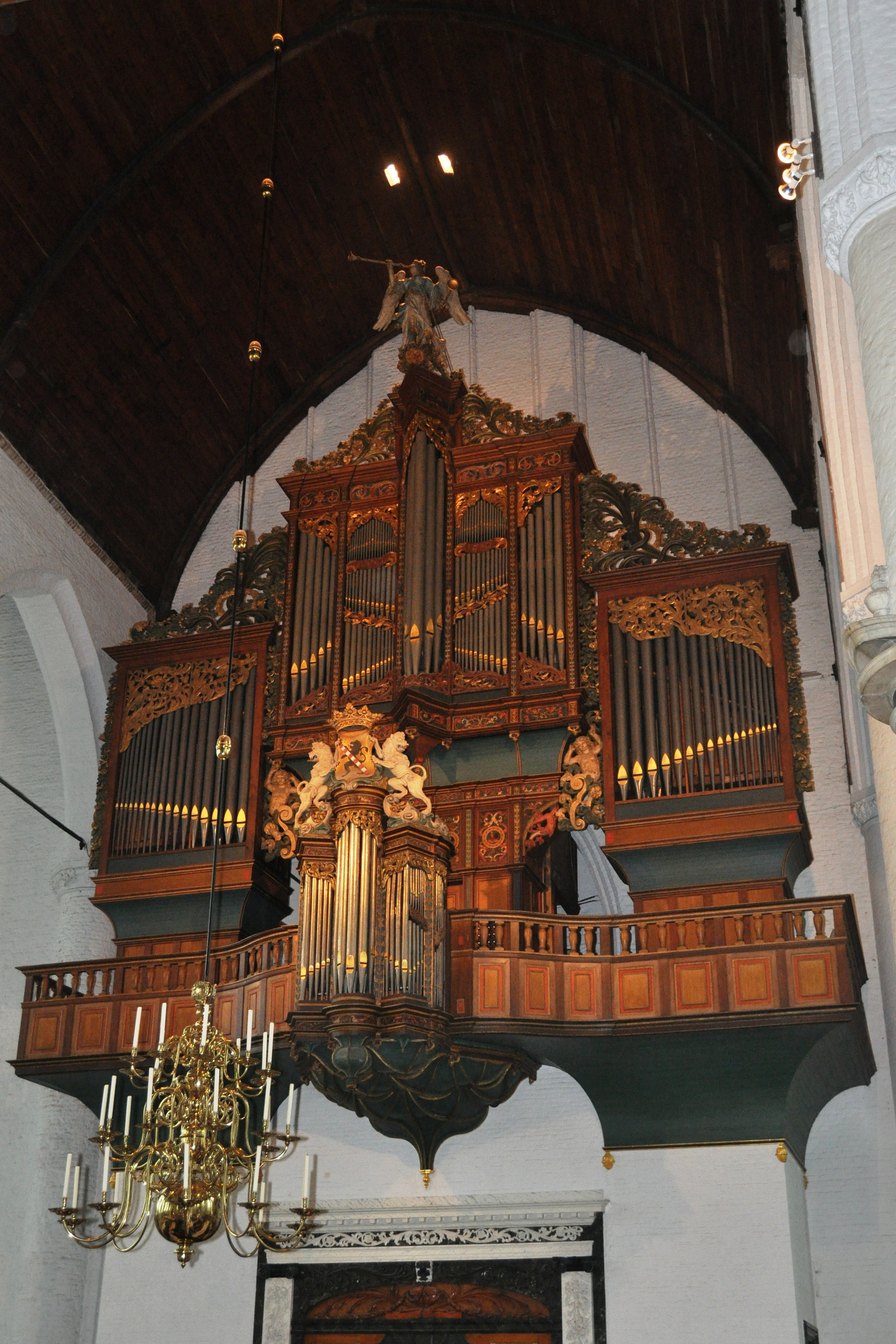
Orgel van de familie Niehoff in de Grote of St. Janskerk in Schiedam.

De familie Niehoff was een 16e-eeuws Nederlands geslacht van orgelbouwers.

## Hendrik Niehoff
Hendrik Niehoff (ca. 1495 - 1560) is de eerste bekende orgelbouwer uit de familie Niehoff. In sommige documenten wordt hij Hendrik van Munster genoemd. Het is echter niet duidelijk of Hendrik van Munster en Hendrik Niehof werkelijk dezelfde persoon zijn. Ook is niet zeker of hieruit afgeleid kan worden dat hij uit de Duitse stad Münster afkomstig is. Hij leerde het vak bij de bekende orgelbouwer Jan Covelens. Sinds het midden van de jaren dertig van de 16e eeuw woonde hij in 's-Hertogenbosch.
Hendrik Niehof was een van de belangrijkste orgelbouwers van zijn tijd en oefende een grote invloed uit op de ontwikkeling van het orgel in Nederland en Noord-Duitsland. Van de vele orgels die hij bouwde zijn er slechts weinige overgebleven. Een aantal van de belangrijkste orgels die Hendrik Niehoff bouwde of waaraan hij een belangrijke bijdrage leverde zijn:
- Maastricht, Sint Servaas (1525 met Jan Covelens)
- Kampen, Sint Niklaas (1527 met Jan Covelens)
- Kampen, Sint Niklaas (1540)
- Naaldwijk (voor 1540)
- Schoonhoven (voor 1540, kas bewaard, maker Adriaen Schalcken. Tegenwoordig als transeptorgel in de St. Laurenskerk te Rotterdam na restauratie en toevoeging van een rugwerkkas door meubelmaker Jaap van der Ende in Schoonhoven[1] met pijpwerk van Marcussen & Søn)
- Amsterdam, Oude Kerk, Hoofdorgel (1545, 1724 vervangen)
- Amsterdam, Oude Kerk, Transeptorgel (1545, 1658 vervangen)
- Tongerloo (1543)
- Enkhuizen Sint-Gommarus- of Westerkerk (1549) mogelijk ook met Adriaen Schalcken. Kas in 2010 gerestaureerd door Flentrop. Het historische binnenwerk is verdwenen in 1896 alleen de frontpijpen van Johannes Duyschot zijn nog aanwezig. Er wordt gewerkt aan een nieuw binnenwerk door Verschueren. Het hoofdwerk en pedaal zijn op 9 juni 2024 in gebruik genomen met een concert van Theo Jellema die ook de adviseur is van de herbouw. Het bovenwerk werd op 16 oktober 2021 in gebruik genomen door Ton Koopman.

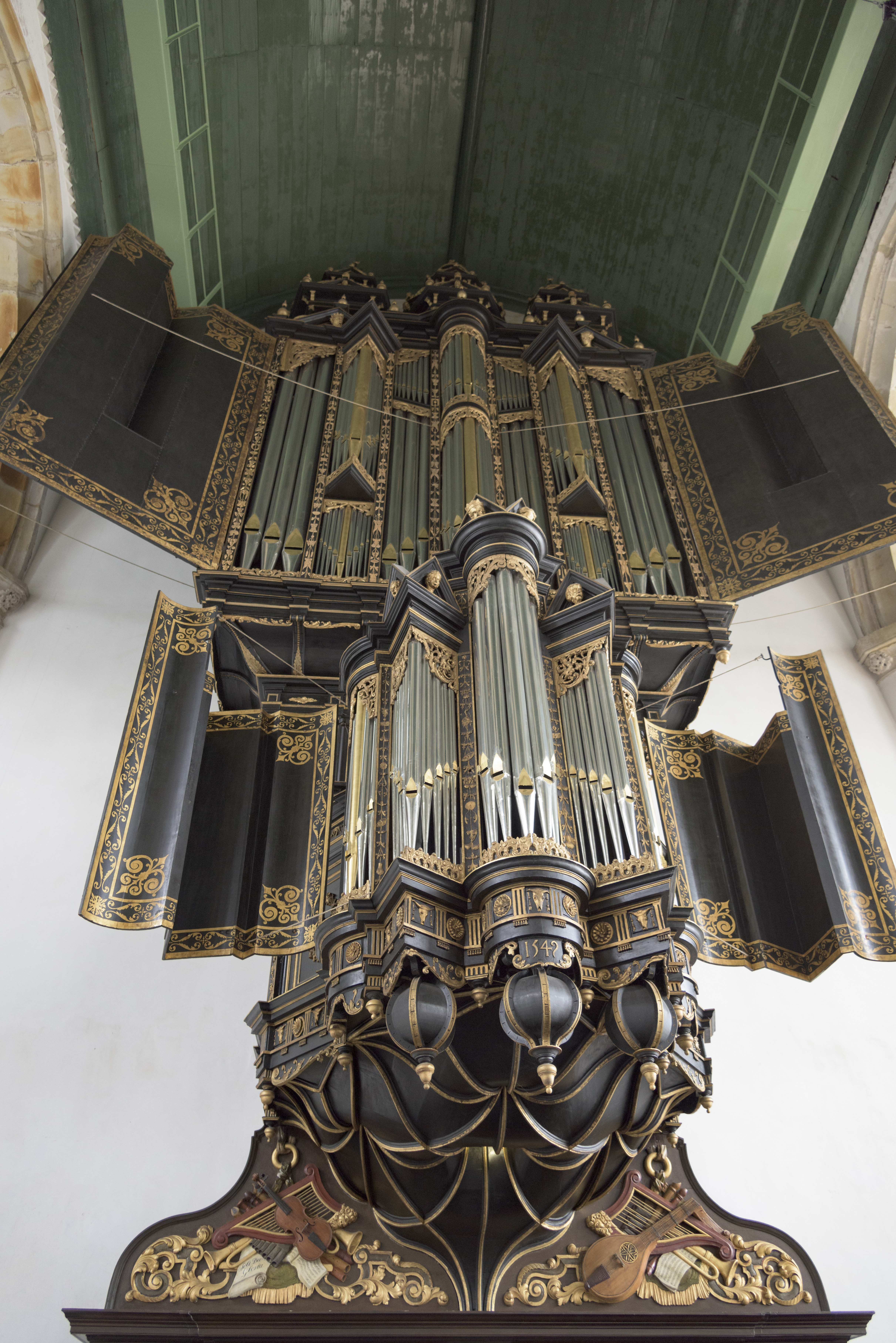
Kas van Niehoff/Schalcken_Westerkerk_Enkhuizen

- 's-Hertogenbosch, Sint Jan (1533/1540, 1545 aan Friesland verkocht)
- 's-Hertogenbosch, Sint Jan, Torenorgel (1540, 1584 afgebrand)
- 's-Hertogenbosch, Sint Jan (1548)
- 's-Hertogenbosch, Sint Jan, Doxaalorgel (1566, 1584 afgebrand)
- Baseldonk (1542)
- Utrecht (1545)
- Delft, Oude Kerk (1545)
- Delft, Nieuwe Kerk (1548)
- Zierikzee (1548)
- Hamburg, St. Petri (1550)
- Lüneburg, St. Johannis (1552)
- Hamburg, St. Katharinen (1552)
- Gouda, St. Jan (1556, gebouwd voor de prijs van 380 Carolus-gulden en 200 pond Goudse kaas! De kas van dit instrument bevindt zich tegenwoordig in Abcoude)
- Schiedam (1553)
- Woerden (1555)
- Bergen op Zoom (1555)
- Brouwershaven (1557)
- Gouda, Grote of Sint-Janskerk (1558, 1730 vervangen) Kas nu in Jutphaas.
- Beek, Bree (1593, vervangen 1739 door Gilman orgel met behouw van pijpen)

## Hermann Niehoff
Hermann Niehoff was een broer van Hendrik Niehoff. Hij vestigde zich als organist en orgelbouwer in Leeuwarden. Hij werkte met Hendrik mee aan de bouw van het grote orgel van de Oude Kerk te Amsterdam.

## Nicolaas Niehoff
Nicolaas Niehoff was een zoon van Hendrik Niehoff. Vanaf 1578 woonde hij enkele jaren in Keulen, maar keerde later weer naar 's-Hertogenbosch terug. In Keulen had hij in 1573 al een orgel voor de dom gebouwd. Verder bouwde hij orgels in Baal (1555), Zoutleeuw (1559) en de Sint-Quintinuskathedraal te Hasselt (1592).

## Jacob Niehoff
Jacob Niehoff was een zoon van Nicolaas Niehoff. Verhuisde in 1578 met zijn vader naar Keulen en bleef hier wonen. Hij werkte onder andere met zijn vader aan het orgel in Hasselt.
Adema · Gebroeders Van der Aa · Jacobus Armbrost · Bakker & Timmenga · Johann Bätz · Jonathan Bätz · Joseph Binvignat · Sander Booij · Martin Butter · Van Dam · Matthijs van Deventer · Geert Pieters Dik · Johannes Duyschot · Roelof Barentszn Duyschot · Bernhardt Edskes · Marten Eertman · Gerardus Elberink · Elbertse · Antoon van Elen · Flentrop · Dirk Flentrop · Heinrich Hermann Freytag · Rudolf Garrels · Justus Geerkens · Pieter Geerkens · Gradussen · Albertus van Gruisen · Willem van Gruisen · Nicolaas van Hagen · Willem Hardorff · Hendrik Hermanus Hess · Jan van den Heuvel · Jan Adolf Hillebrand · Albertus Antoni Hinsz · Bernard Petrus van Hirtum · Nicolaas van Hirtum · Cornelis Hoornbeek · Klop Orgels & Klavecimbels · Hermanus Knipscheer · Johan Frederik Kruse · Ernst Leeflang · Lohman · Jan van Loo · Michaël Maarschalkerweerd · Pieter Maarschalkerweerd · Abraham Meere · Roelf Meijer · Michaël Mercator · Carl Friedrich August Naber · Familie Niehoff · Cornelis van Oeckelen · Petrus van Oeckelen · Detlef Onderhorst · Pels & Van Leeuwen · Pereboom & Leijser · Elbert Pluer · Radersma · Joachim Reichner  · Reil · Cornelis Rogier · Mense Ruiter · Conradus Ruprecht II · Hans Wolff Schonat · Franciscus Cornelius Smits · Frans Casper Snitger · Johannes Stephanus Strümphler · Johannes Wilhelmus Timpe · Valckx & Van Kouteren · Kam & Van der Meulen · Henk Veeningen · Matthijs Verhofstadt · Vermeulen · Verschueren · Johannes Vollebregt · Jacobus Vollebregt · Van Vulpen · Christian Gottlieb Friedrich Witte · Johan Frederik Witte · Lodewijk Ypma · Jacobus Zeemans
Zuid-Nederlands orgelbouwer (voor 1830)
Van Belle · Berger · Andries-Jacob Berger · Dominique I Berger · Bremser · Corneille Cacheux · De Lannoy · Antoon van Elen · Jacob van Eynde · Jean-Baptiste Forceville · Hans Goltfuss · Jean-Joseph vander Haeghen · Nicolaas van Hagen · Nicolaas Helewout · Familie Niehoff · Willem Hermans · Hooghuys · Langhedul · Egidius Le Blas · Loret (familie) · Christiaan Penceler · Van Peteghem · Guillaume Robustelly · Jean le Royer · Andries Severijn · Theodoor Smet · Hans Suys